# Тахо (озеро, США)
Тахо або Та́го (англ. Lake Tahoe) — прісне гірське озеро в межах гірського ланцюга Сьєрра-Невада, розташоване на кордоні американських штатів Каліфорнія і Невада. Приблизно дві третини берегової лінії припадає на Каліфорнію. У районі озера розташовані кілька високогірних лижних курортів і зон відпочинку. Озеро Таго — друге з найглибших озер у США, 10-те за максимальною глибиною у світі, 4-те у світі за середньою глибиною.

## Географія
Максимальна глибина озера становить 501 м, це другий за глибиною показник серед озер США після озера Крейтер у штаті Орегон. Довжина озера становить 35 км, ширина 19 км; протяжність берегової лінії 116 км. Площа озера — 495 км ². Вздовж усього периметра озера прокладені автошляхи. Значна частина берегової лінії з боку Каліфорнії перебуває в межах парків штату Каліфорнія та охороняється Службою охорони лісів США (англ. United States Forest Service, USFS).
Озеро сформувалося в період від 2 до 3 млн років тому внаслідок утворення тектонічної западини на місці геологічного розлому. Ділянки земної поверхні, які піднялися внаслідок тектонічних рухів, утворили гори Карсон на сході та Сьєрра-Невада на заході, а западина між ними заповнилась водою і утворила озеро Таго. В результаті цього розлому в районі западини також виникли пік Фріл (Freel Peak, 3320 м), пік Монумент (Monument Peak, 3068 м), пік Пірамід (Pyramid Peak, 3043 м) і гора Таллак (Mount Tallac, 2967 м).
Танення снігу та масивні опади привели до того, що найнижча південна частина улоговини наповнилась водою, утворивши озеро Таго. Сучасні обриси озера з'явилися за часів льодовикового періоду (великий льодовиковий період розпочався більше мільйона років тому). В озеро впадають численні річки, а витікає лише одна — річка Траки, яка тече на північний схід через місто Рино у Неваді та впадає в озеро Пірамід (Невада).
Кількість опадів у районі озера варіює від 140 см / рік на західному схилі западини до 67 см / рік на східному. Більшість опадів випадає у вигляді снігу в період з листопада по квітень, хоча трапляються і зливи, які в поєднанні з швидким таненням снігу викликають сильні повені. В окремі роки мусонні шторми з боку Великого Басейну викликають інтенсивні дощі, особливо на значних висотах східного схилу западини. Оскільки клімат в районі озера поступово теплішає, гідрологи прогнозують в подальшому збільшення ролі дощів у наповненні озера порівняно зі снігом.

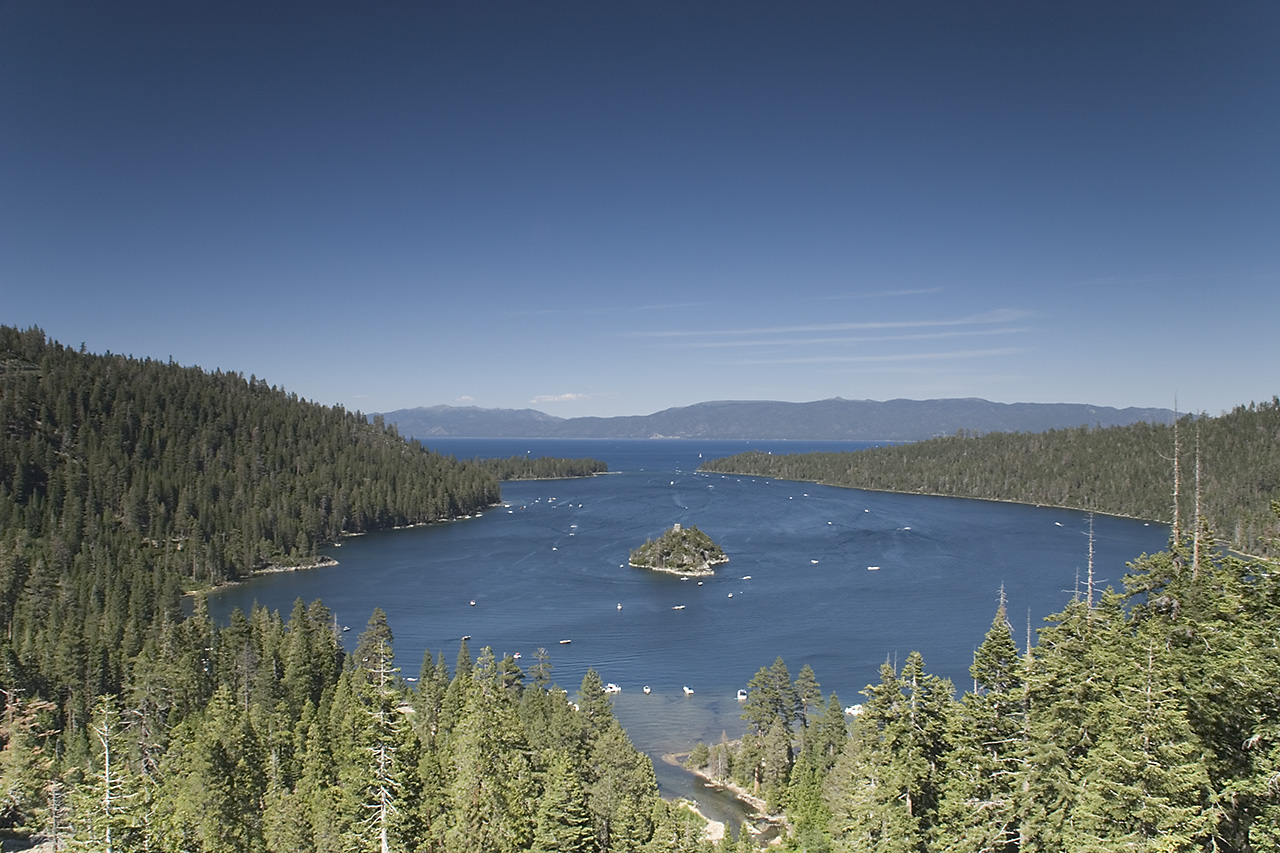
Затока Емеральд озера Таго

Серед рослинності в районі озера домінують змішані хвойні ліси, утворені масивами сосни Жеффрея (Pinus jeffreyi), сосни скрученої (Pinus contorta), ялиці одноколірної (Abies concolor) і ялиці прекрасної (Abies magnifica). Значні площі також займають вологі і суходільні луки; прибережні зони; території, порослі чагарниками (толокнянки (Arctostaphylos) і цеанотуса (Ceanothus)) і скелясті ділянки, особливо на підвищеннях. Цеанотус і вільха тонколиста (Alnus tenuifolia), які зростають на берегах річок і струмків, добре зв'язують азот і допомагають концентрації нітратів в маленьких водних потоках. Ґрунти западини утворені переважно вулканічними породами андезитом і гранодіоритом, з невеликими ділянками метаморфічних гірських порід. Окремі території западини вкриті льодовиковими моренами або водно-льодовиковими відкладеннями. У цілому гірські породи складають понад 70 % усієї поверхні западини. Ґрунти на 65-85 % складаються з піску.
На узбережжі озера розташовані міста Саут-Лейк-Таго (нас. 24000 чол.), Таго-Сіті (бл. 2000 чол.), Стейтлайн (бл. 1200 чол.).

## Історія
Територія навколо озера спочатку була населена індіанським племенем Вашо (англ. Washoe tribe). Озеро Таго було центральним місцем території проживання цих індіанців, які мешкали також у верхів'ях річок Вокер, Карсон і Траки. Вони називали цей район «да ов а ґа» (англ. Da ow a ga), що буквально означає «край озера». Коли прийшли перші білі мандрівники, вони стали вимовляти це слово «да гоу», що в підсумку трансформувалося в сучасну назву озера. За словами Марка Твена, Таго індіанськими мовами означає «Суп з коників».
Першими білими людьми, які ступили на землі біля озера Таго, були лейтенант Джон Фремонт і Кіт Карсон. 14 лютого 1844 року Фремонт вперше побачив озеро з висоти вершини Ред-Лейк (Red Lake Peak), коли шукав річку Бонавентура. Повернувшись до форту, він назвав це озеро Бонплан на честь французького дослідника і ботаніка Еме Жака Александра Бонплана. Джон Калгун Джонсон (англ. John Calhoun Johnson), дослідник хребта Сьєрра-Невада, став першою білою людиною, яка побачила затоку Мікс-Бей (Meeks Bay) з висоти гори над озером і назвав його Лейк-Біглер на честь губернатора Каліфорнії Джона Біглера. В 1862 Міністерство внутрішніх справ США вперше запровадило назву Таго, але ще десятиліття тривали суперечки щодо правильного найменування і обидві назви використовувались одночасно. Нарешті, офіційно назву Таго було присвоєно озеру тільки у 1945 році. З утворенням штату Каліфорнія, дві третини берегової лінії озера відійшли до нього, а одна третина — до штату Невада.